# Пайпър Лори
Пайпър Лори (на английски: Piper Laurie) е американска актриса.

## Биография

### Произход
Пайпър Лори е родена като Розета Джейкъбс в Детройт, Мичиган, на 22 януари 1932 г. Тя е по-малката от двете деца (и двете момичета) на Алфред Джейкъбс, търговец на мебели, и съпругата му Шарлот Сейди (по баща Алперин) Джейкъбс. Нейните баба и дядо по бащина линия са еврейски имигранти от Полша, а баба и дядо ѝ по майчина линия са еврейски имигранти от Русия.

### Кариера
През 1949 г. Розета Джейкъбс подписва договор с „Юнивърсъл Студиос“ и променя екранното си име на Пайпър Лори, което използва и след това. Сред актьорите, които среща в „Юнивърсъл“, са Джеймс Бест, Джули Адамс, Тони Къртис и Рок Хъдзън. Нейната пробивна роля е в „Луиза“ (1950) с Роналд Рейгън, с когото тя излиза няколко пъти преди брака му с Нанси Дейвис. В автобиографията си тя твърди, че е загубила девствеността си с него. Следват няколко други роли във „Франсис отива на състезанията“ (1951) с участието на Доналд О'Конър, „Синът на Али Баба“ (1951) с участието на Тони Къртис, и „Не се дръж лошо“ (1955) с участието на Рори Калхун.
За да подобри имиджа ѝ, „Юнивърсъл Студиос“ пуска слухове, че Лори се къпе в мляко и яде цветни листенца, за да защити блестящата си кожа. Обезсърчена от липсата на значими филмови роли, тя се премества в Ню Йорк, за да учи актьорско майсторство и да търси работа на сцената и в телевизията. Играе в „Дванайста нощ“, продуциран от „Холмарк Хол ъф Фейм“, в „Дни на виното и розите“ с Клиф Робъртсън, представен от „Плейхаус 90“ на 2 октомври 1958 г. (във филмовата версия техните роли са поети от Джак Лемън и Лий Ремик).
Тя е привлечена обратно в Холивуд от предложението да партнира с Пол Нюман в „Играчът на билярд“ (1961). Играе приятелката на Нюман, Сара Пакард, и за изпълнението си получава номинация за „Оскар“ за най-добра женска роля. Значителни филмови роли не ѝ идват, след „Играчът на билярд“ тя и съпругът ѝ се преместват в Ню Йорк. През 1965 г. участва във възраждането на Бродуей на „Стъклената менажерия“ на Тенеси Уилямс, като партнира с Морийн Стейпълтън, Пат Хингъл и Джордж Гризард.
Лори не участва в друг игрален филм в продължение на десетилетие. През 1976 г. приема ролята на религиозната фанатика Маргарет Уайт във филма на ужасите „Кари“. Тя получава номинация за „Оскар“ за най-добра поддържаща женска роля за изпълнението си. Комерсиалният успех на филма и признанието за нейното представяне подновяват кариерата ѝ. Нейната колежка Сиси Спейсик хвали нейните актьорски умения: „Тя е забележителна актриса. Тя никога не прави това, което очаквате от нея – тя винаги ви изненадва с подхода си към сцената“.
През 1979 г. тя се появява като Мери Хортън в австралийския филм „Тим“ с Мел Гибсън. След развода си през 1981 г. Лори се премества в Калифорния. Тя получава трета номинация за „Оскар“ за превъплъщението си на г-жа Норман в „Деца, забравени от Бога“ (1986). Същата година тя получава „Еми“ за изпълнението си в „Обещание“, телевизионен филм с участието на Джеймс Гарнър и Джеймс Уудс.
През 1990 – 1991 г. тя играе ролята на коварната Катрин Мартел в телевизионния сериал на Дейвид Линч „Туин Пийкс“. Тя също участва в „Парите на другите“ с Дани Де Вито и Грегъри Пек (1991) и в първия американски филм „Травма“ (1993) на маестрото на ужасите Дарио Ардженто. Тя играе майката на героя на Джордж Клуни в „Спешно отделение“.
През 1997 г. тя участва във филма „Коледен спомен“ с Пати Дюк.

### Личен живот
Пайпър Лори е омъжена за писателя на развлекателни теми от „Ню Йорк Хералд Трибюн“ и филмов критик на „Уолстрийт Джърнъл“ Джо Моргенщерн. Преди това тя се е срещала с актьора и бъдещ президент на САЩ Роналд Рейгън. Те се запознават малко след излизането на „Играчът на билярд“ през 1961 г., когато Моргенщерн я интервюира по време на промоцията на филма. Те започват да се срещат и девет месеца след интервюто се женят на 21 януари 1962 г.
След „Играчът на билярд“ тя не получава съществени роли и се премества с Моргенщерн в Уудсток, Ню Йорк. През 1971 г. осиновяват дъщеря, Ан Грейс Моргенщерн. През 1982 г. двойката се развежда, след което Пайпър се премества в района на Холивуд и продължава да работи във филми и телевизия.
През 1962 г. тя е жена на годината в Харвардски университет, а през 2000 г. получава наградата „Дух на надежда“ в Корея за службата си по време на Корейската война. Тя е част от гостите на Nostalgia Convention през септември 2014 г. в Хънт Вали, Мериленд.
Лори също е скулпторка, работеща с мрамор и глина.

### Смърт
Пайпър Лори умира на 14 октомври 2023 г. в Лос Анджелис, след известен период на лошо здраве, на 91 години.

## Избрана филмография
| Година | Филм                           | Оригинално заглавие        | Роля             | Режисьор        |
| ------ | ------------------------------ | -------------------------- | ---------------- | --------------- |
| 1961   | Играчът на билярд              | The Hustler                | Сара Пакърд      | Робърт Росън    |
| 1976   | Кери                           | Carrie                     | Маргарет Уайт    | Брайън Де Палма |
| 1985   | Завръщане в Оз                 | Return to Oz               | леля Ем          | Уолтър Мърч     |
| 1986   | Деца, забравени от Бога        | Children of a Lesser God   | Госпожа Норман   | Ранда Хейнс     |
| 1991   | Парите на другите              | Other People's Money       | Би Съливан       | Норман Джуисън  |
| 1993   | Да се изправиш срещу Хемингуей | Wrestling Ernest Hemingway | Джорджия         | Ранда Хейнс     |
| 1995   | На кръстопът                   | The Crossing Guard         | Хелън Буут       | Шон Пен         |
| 2018   | Хлапето Рик                    | White Boy Rick             | Баба Верна Верше | Ян Деманж       |